# Herxheim (Verbandsgemeinde)
Pour les articles homonymes, voir Herxheim.
Herxheim est une Verbandsgemeinde (collectivité territoriale) de l'arrondissement de la Route-du-Vin-du-Sud dans la Rhénanie-Palatinat en Allemagne. Le siège de cette Verbandsgemeinde est dans la ville de Herxheim bei Landau/Pfalz.
La Verbandsgemeinde de Herxheim consiste en cette liste d'Ortsgemeinden (municipalités locales) :

Localisation de la Verbandsgemeinde de Herxheim dans l'arrondissement de la Route-du-Vin-du-Sud

1. Herxheim bei Landau/Pfalz
2. Herxheimweyher
3. Insheim
4. Rohrbach